# Publi Corneli Lèntul Marcel·lí (qüestor 48 aC)
Publi Corneli Lèntul Marcel·lí (en llatí: Publius Cornelius Cn. f. P. n. Lentulus Marcellinus) va ser un magistrat romà del segle i aC. Era fill de Gneu Corneli Lèntul Marcel·lí, i pertanyia a la família dels Cornelis Lèntuls, d'origen patrici.
Va ser qüestor a l'exèrcit de Juli Cèsar l'any 48 aC, i dirigí el cos de l'exèrcit que va ser atacat pels pompeians prop de Dirràquium, patint pèrdues greus; solament es va salvar d'un desastre complet per l'oportuna arribada de Marc Antoni.